# Себастьян Альваро
Себастьян Альваро Ломба (ісп. Sebastián Álvaro; 23 листопада 1950, Мадрид) — іспанський авантюрист і письменник.

## Біографія
Його мати походить з астурійського села в Тінео під назвою Вальямонте.
Він керував протягом двадцяти семи років (від початку трансляції в 1982 році до 2009 року) програмою іспанського телебачення Al filo de lo imposible. У згаданій програмі реалізував двісті експедицій, 350 документальних фільмів, понад шістдесят експедицій на гори висотою понад 8000 метрів, на три полюси землі, експедиції підводного плавання, навігацію, парапланеризм, парамоторний спорт, веслування на каное, спуск річкою, польоти на повітряній кулі тощо.
Також зняв два серіали для телебачення: «Від нуля до восьми тисяч» і «Земля, яку ми успадкуємо».
Він був колумністом спортивної газети As, до липня 2016 року та вів розділ про пригоди та види спорту високого ризику в радіопрограмі El larguero на каналі Ser, яку веде Хосе Рамон де ла Морена. 
З 5 вересня 2016 року співпрацює з Хосе Рамоном де Ла Мореною над фільмом El transistor de Onda Cero, у розділі Aventura de los lunes і в спортивній газеті Marca.
У 2001 році разом з асоціацією Sarabastall розпочав гуманітарний проект Hushé. Хуше — село на північному сході Пакистану, біля підніжжя К-1. Цей проект спрямований на покращення освіти, охорони здоров’я та сільського господарства населення.

## Нагороди
Його документальні фільми отримали важливі нагороди:
- Дві медалі на New York International
- Нагороди на різних фестивалях, таких як Калькутта, Банф чи Торелло .
- Золоті та срібні медалі Гамбурзького фестивалю.
- Дві нагороди Ондас .
- Дев'ять нагород телевізійної академії[6]
- Національна спортивна премія (2009)[6]
- Комунікаційна премія Іспанського географічного товариства (SGE) (2019/20) [7]

## Зовнішні посилання
- Життя на межі: офіційний блог Себастьяна Альваро на MSN
- El larguero офіційний сайт
- http://www.sepa.es/web_update/accion-social-proyecto-hushe/